# Erick Lindgren

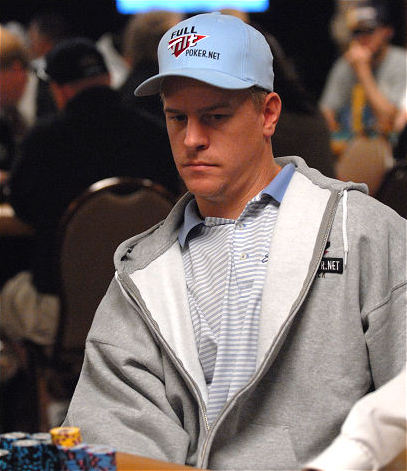
Erick Lindgren

Erick Lindgren, född 11 augusti 1976 i Burney, Kalifornien, USA, är en professionell amerikansk pokerspelare. Han går ofta under smeknamnet E-Dog.
Hans första stora vinst i turneringspoker var en turnering på Bellagio 2002. 2004 vann han två World Poker Tour-turneringar och 2008 vann han sitt första armband i World Series of Poker (WSOP). Vid det årets WSOP nådde han ytterligare två finalbord och utnämndes till WSOP:s "player of the year".
Lindgren är medlem i "Team Full Tilt" vid Full Tilt Poker.